# Inumanos
Inumano ou Inumanos no plural (no original Inhumans) são seres de uma espécie humanoide fictícia das histórias em quadrinhos criada por Stan Lee e Jack Kirby para a Marvel Comics. Os Inumanos são descendentes de humanos normais, que há muitos séculos foram modificados em experiências realizadas pelos alienígenas conhecidos como Kree. Os Inumanos apareceram pela primeira vez na revista Fantastic Four #45 em Dezembro de 1965, como coadjuvantes do Quarteto Fantástico. Antes dessa aventura, alguns membros já haviam aparecido individualmente, como vilões: Medusa (#36) e Gorgon (#44).
Os Inumanos principais são os pertencentes à Família Real, que governam os demais, num rígido sistema de castas.
O lar dos Inumanos era uma cidade no Himalaia, chamada Attilan, nome que já fora mencionado por Jack Kirby na história "Tuk the Caveboy", publicada em Captain America #1 (1941). A cidade foi descrita como o lar de uma raça que evoluiu quando os seres humanos ainda estavam na Idade da Pedra. Nos anos 70 eles se mudaram para a Zona Azul na Lua, para fugir dos efeitos da poluição da atmosfera terrestre.

## História ficcional
No início da Guerra Kree-Skrull, há milhões de anos no tempo da Terra, o alienígena Kree estabeleceu uma estação no planeta Urano, uma posição estratégica entre os impérios Kree e Skrull. Através de seu trabalho nesta estação, eles descobriram que a vida senciente na Terra próxima tinha potencial genético investido nela pelos alienígenas Celestiais. Intrigados, os Kree começaram a fazer experimentos na então primitiva raça Homo sapiens da Terra para produzir a raça Inumana geneticamente avançada. Seu objetivo era aparentemente duplo - investigar possíveis maneiras de contornar sua própria estagnação evolutiva e criar uma poderosa raça mutante de soldados para uso contra os Skrulls. Embora seus experimentos tenham sido bem sucedidos em criar uma linhagem de humanidade com habilidades extraordinárias, os Kree abandonaram seu experimento porque uma profecia genética havia previsto que os experimentos acabariam levando a uma anomalia que destruiria a Inteligência Suprema Kree. 
Nascido aproximadamente 50.000 aC, Tuk, o garoto das cavernas, foi o primeiro descendente dos Inumanos.
Seus sujeitos de teste, os Inumanos, formaram uma sociedade própria, que prosperou isolada do resto da humanidade e desenvolveu tecnologia avançada. Experimentos com o mutagênico Névoa Terrígena (um processo conhecido como Terrigenesis) deram a eles vários poderes, mas causaram danos genéticos duradouros e deformidades, o que levou a um programa de reprodução seletiva de longo prazo na tentativa de mitigar os efeitos dessas mutações. O Terrigen Mist é um mutagênico natural, surgindo como um vapor dos Cristais Terrigen, que são capazes de alterar a biologia Inumana. As Brumas foram descobertas pelo geneticista Inumano Randac aproximadamente 25.000 anos atrás. Ele mergulhou nas Brumas e ganhou poderes mentais comparáveis aos Eternos. Após séculos de eugenia e controle de natalidade, os Inumanos conseguiram mitigar os danos genéticos e cultivaram um uso mais responsável das Brumas Terrígenas. A prática que eles desenvolveram foi deixar apenas espécimes geneticamente perfeitos sofrerem as mutações aleatórias provocadas pelas Brumas. A teoria deles era que a triagem genética poderia evitar o risco de mutações horríveis e animais em um indivíduo. No entanto, existem exemplos em todo o cânone dos Inumanos em que um Inumano exposto se tornou um retrocesso evolutivamente inferior evolutivo, às vezes irracional. O termo Alpha Primitives foi cunhado para esses infelizes párias da sociedade Inumana, que durante séculos se tornariam o estoque de uma raça escrava. O ressentimento neste sistema de castas às vezes borbulha, e os Alpha Primitives tentaram derrubar seus governantes em várias histórias, muitas vezes como resultado da manipulação de terceiros. A sociedade e a cultura de Attilan são baseadas em um sistema de crenças conformista que permite a individualidade conforme se aplica ao desenvolvimento genético e à capacidade física e mental, mas exige uma conformidade rígida em que cada membro da sociedade recebe um lugar dentro dessa sociedade de acordo com essas habilidades após a exposição a a Névoa Terrígena. Uma vez designado, nenhum Inumano, não importa quão grande ou poderoso, pode mudar seu lugar dentro desse rígido sistema de castas. No entanto, como exceção, um membro da Família Real, Crystal, casou-se fora da raça Inumana com o mutante Quicksilver. Os Inumanos são liderados por seu rei, Raio Negro, e sua família real, composta por Medusa, Karnak, o Estilhaçador, Górgona, Tritão, Cristal, Máximo, o Louco e o canino Dentinho. Tanto Crystal quanto Medusa foram membros do Quarteto Fantástico; Crystal também foi membro dos Vingadores. Raio Negro guiou os Inumanos através de alguns dos momentos mais turbulentos de sua história, incluindo várias tentativas de Maximus de usurpar o trono, revoltas da classe trabalhadora (com sua eventual emancipação), ataques de renegados humanos, o sequestro de Medusa, o destruição e reconstrução de Attilan, e a revelação da existência dos Inumanos para a humanidade. Seu papel como rei dos Inumanos tem sido tumultuado. A primeira grande crise ocorreu quando ele e Medusa conceberam um filho. Medusa deu à luz a criança em desafio ao Conselho Genético, que sentiu que a linhagem de Raio Negro era muito perigosa para passar adiante. O Conselho, no entanto, levou a criança a examinar e proibiu o contato dos pais. Medusa escapou para a Terra com membros da família real apenas para ser assediada por Maximus. Raio Negro estava dividido entre seu amor pela família e seu dever de respeitar o Conselho Genético, e foi somente quando o Conselho foi revelado que estava usando seu filho em um complô contra ele que ele finalmente se voltou contra o Conselho. Com isso, ele desistiu da coroa como rei dos Inumanos. Por um tempo, eles viveram longe de Attilan, mas voltaram em tempos de necessidade.

### Quarteto Fantástico e Vingadores
Antes de ser casada com Raio Negro, Medusa perdeu a memória e se juntou ao Quarteto Terrível. Ao se recuperar voltou para Attilan. Mais tarde sua irmã Cristalys substituiu a Mulher Invisível quando esta engravidou de Franklin Richards. O Tocha Humana se enamorou da garota, mas os dois tiveram que se separar depois de Cristalys ser proibida pela sua família de se casar com humanos. Medusa depois faria parte do Quarteto Fantástico e Cristalys se uniria aos Vingadores.
Foi neste período que Cristalys conheceu e se apaixonou pelo mutante Pietro Maximoff, o Mercúrio, e os dois tiveram uma filha, Luna. O mais curioso desta relação foi a descoberta de que, ao se cruzar os genes mutantes com os genes inumanos, a união gera um humano normal, ou seja, Luna é uma humana completamente normal, desprovida de qualquer herança genética tanto do pai mutante, quanto da mãe inumana.

### Guerra Silenciosa
Quando Mercúrio rouba os Cristais Terrígenos, catalisador das habilidades dos inumanos, de Attilan, na Lua, levando-os para o planeta Terra na esperança de recuperar seu poderes (perdidos após os eventos de Dinastia M), eles caem nas mãos do Gabinete de Emergências Naturais e ficam mantidos no laboratório abaixo do Pentágono, utilizados para realizar experiências. O inumano Gorgon

, aprisionado no laboratório depois de um ataque de retaliação de sua raça contra os humanos, foi exposto a uma segunda terrigênese, o que o deixou com uma aparência monstruosa.
O governo dos Estados Unidos se recusou a devolver os Cristais Terrígenos, com isso, Raio Negro, o rei dos inumanos, declarou guerra. No momento em que Raio Negro estava na Terra, seu irmão Maximus, usando seus poderes psíquicos, manipula Medusa em Attilan. Em uma operação de resgate de Gorgon e de recuperação do elemento bem sucedida - embora tenha havido a intervenção dos Vingadores para impedi-los - os Inumanos voltam para a Lua. Quando os cristais estavam na Terra, eles foram utilizados na formação de um esquadrão de soldados bomba, uma vez que, humanos expostos a eles ganham habilidades especiais, morriam posteriormente. Esse exército foi enviado para Attilan e os inumanos conseguiriam contê-los, não fosse por eles explodirem, dado os efeitos colaterais da mutação. A casa dos inumanos sofreu grandes danos e Maximus se revelou como novo rei, disposto a reerguer a realeza inumana.

### Guerra dos Reis
Em uma saga cósmica, os inumanos partem até Hala, capital Kree, para Raio Negro tomar para si o posto de liderança da raça, que se encontrava em decadência política. A inumana Cristalys se casa com Ronan, O Acusador, um Kree poderoso e honrado, para estreitar as relações entre as duas espécies. Do outro lado, Vulcano, rei tirano do Império Shi'ar, inicia uma expansão pelo espaço, conquistando e destruindo vários planetas, encontrando seu alvo nos inumanos e nos Kree.

### Infinito
Thanos invade o planeta Terra a procura de seu filho, Thane. Já sabendo que ele é um inumano, ele vai até Attilan, que se localiza agora nos céus de Nova York, e exige a Raio Negro que lhe conceda como tributo todos os inumanos que tenham faixa etária de 16 até 22 anos. Posteriormente, Boltagon descobre que o Titã Louco está atrás de seu filho, que é inumano e ainda não foi submetido à terrigênese. Quando vai cobrar o tributo, Attilan está vazia e Raio Negro desfere, com sua voz, uma quantidade absurdamente alta de energia em Thanos, deixando ambos gravemente feridos, o que acaba por liberar uma bomba terrígena na atmosfera da Terra, transformando todos aqueles que tinham DNA inumano latente, inclusive Thane, na tentativa de ganhar tempo e dificultar o objetivo do vilão.

### Inumanidade
Depois dos eventos de Infinito, em que há terrígena na atmosfera transformando a população que possui o ADN inumano no organismo, Raio Negro desaparece e Medusa reina sozinha, na cidade agora chamada de Nova Attilan, assumindo todas as responsabilidades e consequências das ações do seu marido. Chamados de neo-humanos, os novos inumanos são acolhidos e auxiliados a respeito de seus poderes e de sua nova vida, despontando uma nova geração de inumanos no planeta.

### Morte do X e Inumanos vs. X-Men
Depois que Raio Negro liberou a bomba  terrígena na atmosfera terrestre durante os eventos de Infinito, um conflito com os mutantes brotou, uma vez que as névoas eram prejudiciais para eles. Depois que os X-Men chegam na Ilha Muir e encontram os demais mutantes que estavam lá mortos, como consequência da passagem de uma névoa terrígena, o Ciclope, líder dos X-Men, acidentalmente foi exposto ao gás remanescente que se encontrava no local e adoeceu. Aparentemente recuperado e bem, Scott Summers e Emma Frost, junto dos demais mutantes, planejam a destruição das duas nuvens terrígenas da atmosfera, de modo que não haja mais mutantes mortos por ela. Quando os X-Men destroem uma das nuvens, os inumanos tentam intervir, de modo que Raio Negro assassina Ciclope no confronto, sob o comando de Medusa, sendo este o estopim para a guerra entre as duas raças. O aparente assassinato de Summers pelas mãos de Raio Negro foi uma farsa, tudo não passou de uma ilusão telepática de Frost para usá-lo como mártir do conflito e transcender seu ideal mutante, enganando todos. Ele, na verdade, havia morrido quando a terrígena o atingiu ainda na Ilha Muir.
Dispostos a vingar a suposta morte do Ciclope por Raio Negro e destruir a última nuvem terrígena, os mutantes planejam atacá-los. Em um primeiro ataque bem sucedido, os X-Men aprisionam a maioria dos inumanos de Nova Attilan no Limbo, para ganharem tempo e erradicar o elemento da atmosfera. Quando os inumanos escapam, eles confrontam os mutantes acerca de suas ações e Medusa descobre que a névoa os mata, compreendendo suas convicções, erradicando ela mesma o gás venenoso do ar. Ainda não satisfeita, Emma Frost invade as mentes de vários mutantes para atacar os inumanos e reprograma os Sentinelas para os caçar, ainda acreditando com veemência que, mesmo que indiretamente, Scott morreu pela causa inumana. Tempestade e os demais X-Men reprovam a atitude da telepata, que foge, e ajudam os inumanos. Depois do ocorrido, Medusa abdica de seu trono em Nova Attilan e passa a coroa para Iso, uma neo-humana, e reata seu relacionamento com Raio Negro.

## Membros da Família Real Inumana e seus poderes
Raio Negro: É o rei dos Inumanos. Não fala normalmente, pois, se falar ou emitir qualquer som com suas cordas vocais, o efeito será devastador. Graças ao seu gene inumano ele possui, Força aprimorada e uma Voz altamente destrutiva e sônica. É um dos seres mais poderosos do Universo Marvel.
- Poderes: Fisiologia Inumana, Força melhorada, Voz hiper-sônica.
- Habilidades: Natureza absoluta.

Medusa: É irmã de Cristalys e prima / esposa de Raio Negro. Seu poder está em seus longos cabelos, que usa como arma mortífera.
- Poderes: Fisiologia inumana, Controle capilar.
- Habilidades: Liderança.

Karnak: Irmão de Tríton. Ele é um dos poucos inumanos não submetidos a Névoa Terrigêne. É um mestre das artes marciais, sendo um dos maiores lutadores do Universo Marvel, é capaz de encontrar o ponto fraco de qualquer coisa, seja material ou abstrata.
- Poderes: Fisiologia inumana, Detecção de fraquezas.
- Habilidades: Mestre em artes marciais.

Cristalys: Irmã de Medusa e prima de Raio Negro. Ela possui poderes elementais, baseados na manipulação dos quatro elementos da natureza: fogo, água, terra e ar.
- Poderes: Manipulação elemental: Pirocinese, Hidrocinese, Geocinese, Aerocinese, Eletrocinese
- Habilidades: Diplomata.

Gorgon: Primo de Raio Negro, Medusa, Karnak, Cristalys e Triton. Ele possui cascos nos pés e aparência de sátiro, pode provocar verdadeiros terremotos quando choca os pés contra o solo.
- Poderes: Fisiologia inumana, Explosão sísmica, e Força sobre-humana.

Triton: Irmão de Karnak. É um inumano anfíbio que possui força, resistência e agilidade aumentadas. É capaz de respirar em baixo d'água, local onde seus atributos físicos são ainda mais elevados.
- Poderes: Fisiologia inumana, Respiração subaquática, e Velocidade aprimorada.
- Habilidades: Hábil nadador.

Maximus: Irmão de Raio Negro e cunhado de Medusa. Ele tem uma personalidade excêntrica e é muito inteligente. Possui poderes psiônicos, como telepatia e manipulação mental. Por ter uma clara instabilidade mental, Maximus transita entre herói e vilão.
- Poderes: Manipulação mental e telepatia.
- Habilidades: Hábil estrategista, e Louco.

Dentinho: Mascote da Família Real. Ele é cão que foi exposto a terrigênese, tendo a habilidade de teletransportar a si mesmo a outras pessoas.
- Poderes: Teletransporte, e Sentidos sobre-humanos.

## Outras versões
- Em Heróis Renascem, a origem dos Inumanos é desconhecida e Attilan é conectada por cavernas a outras áreas do mundo, como a Ilha do Homem-Toupeira.
- Na série Ultimate, os cabelos de Medusa são formados de cobras, Gorgon é uma mulher e Karnak lança raios. Há também novos personagens que se juntam ao grupo original.

## Em outras mídias

### Televisão
- Os Inumanos aparecem nos desenhos animados do Quarteto Fantástico, em vários episódios.

#### Universo Cinematográfico Marvel
O Universo Cinematográfico da Marvel tem adaptado muitos dos personagens Inumanos dos quadrinhos, assim como ter desenvolvido personagens completamente novos.
A série Agents of S.H.I.E.L.D introduziu muitos Inumanos, notadamente a sua protagonista, Daisy Johnson. A partir da segunda temporada, os inumanos têm sido parte central do enredo da série.
Em 28 de abril de 2014, a Marvel Studios anunciou que seria realizado um filme dos Inumanos durante a fase 3 de seu universo cinematográfico, com lançamento previsto para 2019. Porém, a realização do filme foi suspensa e, em novembro de 2016, foi anunciada que em seu lugar será lançada uma série, que estreará no dia 26 de setembro de 2017, com o foco em Raio Negro e o resto da família real inumana. Os dois primeiros episódios serão exibidos nos cinemas, em IMAX, em salas especiais, no dia 1 de setembro.

### Videogames
- Eles aparecem nos videogames Marvel: Ultimate Alliance, Lego Marvel Super Heroes, Lego Marvel Avengers e Marvel: Torneio de Campeões, Marvel Avengers Academy, e Marvel Future Fight.